# Šoltýska
Šoltýska (em húngaro: Újantalfalva) é um município da Eslováquia, situado no distrito de Poltár, na região de Banská Bystrica. Tem 4,39 km² de área e sua população em 2018 foi estimada em 98 habitantes.

## Demografia
| Ano:        | 1994 | 2004    | 2014    | 2024    |
| ----------- | ---- | ------- | ------- | ------- |
| Broj ljudi: | 184  | 156     | 120     | 71      |
| Razlika:    |      | -15,21% | -23,07% | -40,83% |

| Ano:               | 2023 | 2024   |
| ------------------ | ---- | ------ |
| Número de pessoas: | 73   | 71     |
| Diferença:         |      | -2,73% |